# Katja Ebbinghaus
Katja Ebbinghaus (1º giugno 1948) è un'ex tennista tedesca.

## Biografia
Durante la sua carriera giunse in finale nel doppio al Roland Garros nel 1974 perdendo contro la coppia composta da Chris Evert e Ol'ga Morozova in tre set (6-4, 2-6, 6-1), la sua compagna nell'occasione era Gail Sherriff Chanfreau. Nel torneo di Wimbledon del 1973 giunse al terzo turno. Fra i tornei vinti il WTA Monte Carlo del 1977 dove in coppia con Helga Masthoff vinse Rosie Darmon e Gail Sherriff per 6-3, 7-5.
Per quanto riguarda il singolare più volte giunse ai quarti di finale nei tornei maggiori, come nell'US Open del 1975 dove perse contro Virginia Wade per 6-3 6-0, o come due anni dopo nell'Australian Open nell'edizione svoltasi nel gennaio 1977 dove venne sconfitta da Kerry Reid.